# Годлево
Вижте пояснителната страница за други значения на Годлево.
Гóдлево е село в Югозападна България. То се намира в община Разлог, област Благоевград. Кмет е Величка Алуминова от ГЕРБ, избрана през 2015 г. В Годлево има мандра, която произвежда кашкавал и сирене. Известна е мъжката фолклорна група „Годлевски Великден“, която има песни с Райна.

## География
Село Годлево се намира в планински район, в полите на Рила планина, на 6 km от Разлог, на 150 km от София, на 109 km от ГКП Кулата и на 79 km от ГКП Гоце Делчев. От селото се виждат Пирин, Рила И Родопите. Селото се намира на 877 m над морска височина. Най-висока точка в кметството е Радонов гроб (2200 m).

## История
Около старото село, което се намира на 5 км от селото, минава римски път, а по-високо в планината се намира Стъпката на Крали Марко.
В 1810 година в Годлево е отворено училище от поп Теодосий, който преподава първоначално в собствената си къща, а после във вакъфския дюкян.
Църквата „Успение Богородично“ е от 1835 година.
Според „Етнография на вилаетите Адрианопол, Монастир и Салоника“, издадена в Константинопол в 1878 година и отразяваща статистиката на населението от 1873 г. в Годлево (Godlévo) има 123 домакинства с 410 жители българи.
В 1891 година Георги Стрезов пише за селото:
| „ | Годлево, село 1 1/2 ч. на С от Мехомия; разположено е на едно високо равнище между Мехомия и Добърско. Къщите са наредени надлъж покрай един поток. Земята е същата, която е и в Добърско; затуй мнозина са гурбетчии по България и Тракия. Църква има, също и училищя с 1 учител и до 50 ученика. Къщите на брой са 160, български. | “ |

Към 1900 година според известната статистика на Васил Кънчов („Македония. Етнография и статистика“) населението на селото брои 800 души, всичките българи-християни.
В 1903 година в местността Света Богородица се установява въстаническият щаб в състав генерал Цончев, полковник Анастас Янков, Димитър Стефанов.
При избухването на Балканската война в 1912 година 10 души от Годлево са доброволци в Македоно-одринското опълчение.

## Население

### Етнически състав
Преброяване на населението през 2011 г.
Численост и дял на етническите групи според преброяването на населението през 2011 г.:
|                     | Численост |
| Общо                | 503       |
| Българи             | 494       |
| Турци               | -         |
| Цигани              | -         |
| Други               | -         |
| Не се самоопределят | -         |
| Неотговорили        | 7         |

## Други
В селото има стадион, който събира 2000 души.

## Личности
Родени в Годлево
- Витан Петров (1854 – 1918), български опълченец и революционер
- Владимир Попов (1904 – 1989), български учен агроном
- Георги Т. Калоянов (? - преди 1943), български революционер, учил в Годлево и Банско, завършил III клас, куриер и легален деец на ВМОРО[9]
- Георги Т. Крайнов (1885 - ?), български юрист, завършил в 1903 година Солунската български мъжка гимназия[10] и право в 1908 година в Лозанския университет[11]
- Гьоре Иванов Попконстантинов (Константинов), учи в Сенокос (1869 – 1870), преподава там в 1871 година, през 1872 година в Мечкул и Горно Драглище, след 1878 година живее в Семчиново[12]
- Димитър Попиванов Арсениев (1874 – 1954), български музикален деец
- Добриана Рабаджиева (родена 14 юни 1991), национална състезателка по волейбол
- Иван Арсениев, български просветен деец и революционер[13]
- Иван Бележков, учител в Баня (около 1850 – 1860), Белица (1873) и Кресна (1874), свещеник от 1877 година[14]
- Иван Бележков (1866 – 1944), български революционер
- Иван Минчев Кутин, български учител в Белица (1872 – 1874)[15]
- Иван Николов (1852 – 1922), български опълченец
- Иван Николов Кусанов (? - преди 1943), български революционер, куриер на ВМОРО, участник в Илинденско-Преображенското въстание през 1903 година[9]
- Константин Иванов Георгиев, учител и свещеник в Кресна до 1871 година, същата година умира в Семчиново, където също е свещеник, синът му Гьоре Константинов също е учител[16]
- Костадин Катранджиев (1896 – 1944), български революционер
- Костадин Крайнов (1932 – 1999), български писател
- Лазар Томов (1878 – 1961), български революционер
- Минчо (Мингьо) Кутин, учител и шивач в Белица между 1850 – 1879 година[15]
- Михаил Григоров, български просветен деец и революционер
- Михаил Попфилипов, български просветен деец
- Никола Бележков (1865 – ?), български просветен деец
- Нико Досев Аламинов, македоно-одрински опълченец, 45-годишен, земеделец, ІV отделение, четата на Йонко Вапцаров[17]
- Партений Петров Гешев (1837 - 1904), свещеник и революционер
- Петър Бележков (1874 – след 1943), български революционер
- Петър Георгиев (1879 – 1903), български революционер
- Саве Аоаминов (? - преди 1943), български революционер, куриер на ВМОРО[9]
- Симеон Попконстантинов (1874 – 1962), български революционер
- Стойо Лазаров (1878 – 1903), български революционер
- Теодосий Стоянов, български просветен деец и духовник от първата половина на XIX век[18]
- Христо Аламинов (1928 – 2018), български писател, химик
- Христо Аломинов (1879 – след 1943), български революционер
- Яни Каракашев, български революционер, опълченец